# Paracortina voluta
Paracortina voluta är en mångfotingart som beskrevs av Wang och Zhang 1993. Paracortina voluta ingår i släktet Paracortina och familjen Paracortinidae. Inga underarter finns listade i Catalogue of Life.